# NGC 345
NGC 345 este o galaxie spirală, posibil lenticulară, situată în constelația Balena. A fost descoperită în 27 septembrie 1864 de către Albert Marth.